# Vandervoort
Vandervoort – miasto w Stanach Zjednoczonych, w stanie Arkansas, w hrabstwie Polk.